# カミザーノ
カミザーノ（伊: Camisano）は、イタリア共和国ロンバルディア州クレモナ県にある、人口約1,200人の基礎自治体（コムーネ）。

## 地理

### 位置・広がり

#### 隣接コムーネ
隣接するコムーネは以下の通り。括弧内のBGはベルガモ県所属を示す。
- バルバータ (BG)
- カザーレ・クレマスコ＝ヴィドラスコ
- カザレット・ディ・ソプラ
- カステル・ガッビアーノ
- イッソ (BG)
- リチェンゴ

### 気候分類・地震分類
気候分類では、zona E, 2251 GGに分類される。
また、イタリアの地震リスク階級 (it) では、zona 3 (sismicità bassa) に分類される
。